# Henri de Saint-Delis
Pour les articles homonymes, voir Liénard.
Henri de Saint-Delis, pseudonyme de Marie Isidore Henri Liénard de Saint-Delis, né le 4 avril 1878 à Marconne (Pas-de-Calais) et mort le 15 novembre 1949 à Honfleur, est un peintre français.

## Biographie
Henri de Saint-Delis n'est, de son vivant, connu que de ses amis, peintres comme lui. En effet, toute sa vie il garda ses œuvres, refusant de les exposer, et plus encore à les vendre.
Né dans le Pas-de-Calais, il arrive au Havre avec sa famille à la mort de son père en 1882. Il y fait plus tard son entrée au lycée où son premier camarade de classe est Othon Friesz, celui-là même qui un jour confia qu’« Henri de Saint-Delis est le meilleur d’entre-nous[réf. nécessaire] ». Et lui aussi, comme Friesz justement, mais aussi comme Raoul Dufy, Georges Braque, Raimond Lecourt, Jules Ausset, Albert Copieux, qui tous furent ses amis, suit les cours de l’École des Beaux-arts du Havre du temps de Charles Lhuillier. Puis, à l’instar de ses amis, il va à Paris, choisissant de travailler à l’Académie Julian, mais la tuberculose l’empêche de s’y attarder.
Ainsi frappé par la maladie, il part pour la Suisse où il séjourne trois ans, de 1916 à 1919, à Leysin et où il peint de nombreux paysages de montagnes.
En 1920, il rejoint l’estuaire de la Seine et y demeure jusqu’à sa mort. Ces trente années pendant lesquelles il vit modestement sont exclusivement consacrées à la peinture et à quelques élèves, tels René Piaggi, Gabet, Fischer, Leterreux ou Legros.
Le public ne découvre son œuvre qu’en 1954, cinq ans après sa mort, lors d’une exposition rétrospective organisée par la galerie André Weil à Paris.
Le musée Eugène-Boudin de Honfleur consacrera une exposition à l’œuvre des frères Henri et René de Saint-Delis en juillet 2017.
Ses traits nous sont restitués par le portrait qu'en a brossé Jules Ausset en 1929 et que conserve le musée d'Art moderne André-Malraux au Havre.
Il est inhumé à Honfleur.

## Œuvres
- Neige à Leysin (Suisse)[4], 1920, huile sur toile, Pont-Audemer, musée Alfred-Canel.